# Aloeides nubilus
Aloeides nubilus е вид пеперуда от семейство Синевки (Lycaenidae). Видът е застрашен от изчезване.

## Разпространение
Разпространен е в Южна Африка (Мпумаланга).

## Описание
Популацията на вида е намаляваща.